# Antônio José Falcão da Frota
Antônio José Falcão da Frota (Lisboa — Porto Alegre, 23 de fevereiro de 1848) foi um político luso-brasileiro.
Filho de José Félix Falcão da Frota e de Francisca Helena.
Veio para o Brasil acompanhando D. João VI, embarcado na nau "Medusa".
Foi deputado à Assembleia Legislativa Provincial de Santa Catarina na 1ª legislatura (1835 — 1837), como suplente convocado.